# Argument d'indispensabilité de Quine-Putnam
L'argument du caractère indispensable de Quine-Putnam est un argument en philosophie des mathématiques en faveur de l'existence d'objets mathématiques abstraits tels que les nombres et les ensembles, une position connue sous le nom de platonisme mathématique. Il doit son nom aux philosophes Willard Quine et Hilary Putnam et constitue l'un des arguments les plus importants de la philosophie des mathématiques.
Bien que des éléments de l'argument du caractère indispensable puissent provenir de penseurs tels que Gottlob Frege et Kurt Gödel, le développement de l'argument par Quine est unique en ce qu'il y introduit un certain nombre de ses positions philosophiques telles que le naturalisme, le holisme de confirmation et le critère de l'engagement ontologique. Putnam donne à l'argument de Quine sa première formulation détaillée dans son livre de 1971 Philosophy of Logic. Cependant, il en vient plus tard à être en désaccord avec divers aspects de la pensée de Quine et formule son propre argument du caractère indispensable basé sur l'argument de l'absence de miracles en philosophie des sciences. Une forme standard de l'argumentation dans la philosophie contemporaine est attribuée à Mark Colyvan ; tout en étant influencé à la fois par Quine et Putnam, il diffère sur des points importants de leurs formulations. Il est présenté ainsi dans la Stanford Encyclopedia of Philosophy :
- nous devrions avoir un engagement ontologique envers toutes et seulement les entités qui sont indispensables à nos meilleures théories scientifiques ;
- les entités mathématiques sont indispensables à nos meilleures théories scientifiques ;
- par conséquent, nous devrions avoir un engagement ontologique envers les entités mathématiques.

Les nominalistes, philosophes qui rejettent l'existence d'objets abstraits, argumentent contre les deux prémisses de cet argument. Un argument influent de Hartry Field affirme que les entités mathématiques ne sont pas nécessaires à la science. Cet argument est étayé par des tentatives visant à démontrer que les théories scientifiques et mathématiques peuvent être reformulées pour supprimer toute référence aux entités mathématiques. D'autres philosophes, dont Penelope Maddy, Mary Leng, Elliott Sober et Joseph Melia, soutiennent que nous n'avons pas besoin de croire en toutes les entités indispensables à la science. Les arguments de ces auteurs inspirent une nouvelle version explicative de l'argument, soutenue par Alan Baker et Mark Colyvan, selon laquelle les mathématiques sont indispensables à des explications scientifiques spécifiques ainsi qu'à des théories entières.

## Contexte
Dans son article de 1973 « Mathematical Truth », Paul Benacerraf soulève un problème pour la philosophie des mathématiques . Selon Benacerraf, des phrases mathématiques telles que « deux est un nombre premier » semblent impliquer l'existence d'objets mathématiques. Il soutient cette affirmation avec l'idée que les mathématiques ne devraient pas avoir leur propre sémantique particulière, ou en d'autres termes, la signification des phrases mathématiques devrait suivre les mêmes règles que celles des phrases non mathématiques. Par exemple, selon ce raisonnement, si la phrase « Mars est une planète » implique l'existence de la planète Mars, alors la phrase « deux est un nombre premier » devrait également impliquer l'existence du nombre deux. Mais selon Benacerraf, si les objets mathématiques existaient, ils nous seraient inconnaissables. En effet, les objets mathématiques, s'ils existent, sont des objets abstraits ; des objets qui ne peuvent pas provoquer d’événements et qui n’ont pas de localisation spatio-temporelle,. Benacerraf soutient, sur la base de la théorie causale de la connaissance, que nous ne serions pas en mesure de connaître de tels objets parce qu'ils ne peuvent pas entrer en contact causal avec nous . C'est ce qu'on appelle le problème épistémologique de Benacerraf car il concerne l'épistémologie des mathématiques, c'est-à-dire comment nous arrivons à savoir ce que nous faisons à propos des mathématiques.
La philosophie des mathématiques se divise en deux volets principaux : le platonisme et le nominalisme. Le platonisme soutient qu'il existe des objets mathématiques abstraits tels que les nombres et les ensembles, tandis que le nominalisme nie leur existence. Chacun de ces points de vue est confronté à des problèmes dus au problème soulevé par Paul Benacerraf. Parce que le nominalisme rejette l’existence d’objets mathématiques, il n’est confronté à aucun problème épistémologique mais à des problèmes liés à l’idée selon laquelle les mathématiques ne devraient pas avoir leur propre sémantique particulière. Le platonisme ne se heurte pas à des problèmes concernant la moitié sémantique du dilemme, mais il a du mal à expliquer comment nous pouvons avoir une quelconque connaissance sur les  objets mathématiques,.
L’argument du caractère indispensable vise à surmonter le problème épistémologique posé au platonisme en fournissant une justification à la croyance en des objets mathématiques abstraits. Il fait partie d'une large classe d'arguments indispensables les plus couramment appliqués en philosophie des mathématiques, mais qui comprend également des arguments en philosophie du langage et en éthique. Au sens le plus général, les arguments du caractère indispensable visent à étayer leur conclusion fondée sur l’affirmation selon laquelle la véracité de la conclusion est indispensable ou nécessaire à une certaine fin. Lorsqu’ils sont appliqués dans le domaine de l’ontologie – l’étude de ce qui existe – ils illustrent une stratégie quinéenne pour établir l’existence d’entités controversées qui ne peuvent pas être directement étudiées. Selon cette stratégie, le caractère indispensable de ces entités pour formuler une théorie d’autres entités moins controversées constitue une preuve de leur existence. Dans le cas de la philosophie des mathématiques, le caractère indispensable des entités mathématiques pour formuler des théories scientifiques est considéré comme une preuve de l'existence de ces entités mathématiques.

## Aperçu de l'argumentation
Mark Colyvan présente l'argument dans la Stanford Encyclopedia of Philosophy sous la forme suivante :
- nous devrions avoir un engagement ontologique envers toutes et seulement les entités qui sont indispensables à nos meilleures théories scientifiques ;
- les entités mathématiques sont indispensables à nos meilleures théories scientifiques ;
- par conséquent, nous devrions avoir un engagement ontologique envers les entités mathématiques.

Ici, un engagement ontologique envers une entité est un engagement à croire que cette entité existe. La première prémisse repose sur deux hypothèses fondamentales : naturalisme et holisme confirmationnel. Selon le naturalisme, nous devrions nous tourner vers nos meilleures théories scientifiques pour déterminer ce que nous avons les meilleures raisons de croire. Quine résume le naturalisme comme « la reconnaissance que c'est dans la science elle-même, et non dans une philosophie antérieure, que la réalité doit être identifiée et décrite ». Le holisme confirmationnel est l'opinion selon laquelle les théories scientifiques ne peuvent pas être confirmées isolément et doivent être confirmées dans leur ensemble. Par conséquent, selon le holisme confirmationnel, si nous devons croire en la science, alors nous devrions croire en toute la science, y compris toutes les mathématiques supposées par nos meilleures théories scientifiques. L'argument s'adresse principalement aux nominalistes qui sont des réalistes scientifiques car il tente de justifier la croyance en des entités mathématiques d'une manière similaire à la justification de la croyance en des entités théoriques telles que les électrons ou les quarks ; Quine soutient que ces nominalistes ont un « double standard » en ce qui concerne l'ontologie. 
L’argument du caractère indispensable diffère des autres arguments en faveur du platonisme car il plaide uniquement en faveur de la croyance dans les parties des mathématiques qui sont indispensables à la science. Cela ne justifie pas nécessairement la croyance dans les parties les plus abstraites de la théorie des ensembles, que Quine appelle « la récréation mathématique ». … sans droits ontologiques",,. Certains philosophes déduisent de l'argument que la connaissance mathématique  est a posteriori parce qu'elle implique que les vérités mathématiques ne peuvent être établies que via la confirmation empirique de théories scientifiques auxquelles elles sont indispensables. Cela indique également que les vérités mathématiques sont contingentes puisque les vérités empiriquement connues sont généralement contingentes. Une telle position est controversée car elle contredit la vision traditionnelle de la connaissance mathématique comme connaissance a priori de vérités nécessaires,.
Alors que l'argument original de Quine est un argument en faveur du platonisme, les arguments du caractère indispensable peuvent également être construits pour plaider en faveur de l'affirmation la plus faible du réalisme des phrases – l'affirmation selon laquelle la théorie mathématique est objectivement vraie. Il s’agit d’une affirmation plus faible car elle n’implique pas nécessairement qu’il existe des objets mathématiques abstraits.

## Concepts majeurs

### Indispensabilité
La deuxième prémisse de l’argument du caractère indispensable affirme que les objets mathématiques sont indispensables à nos meilleures théories scientifiques. Dans ce contexte, le caractère indispensable n’est pas la même chose que l’inéliminabilité, car toute entité peut être éliminée d’un système théorique moyennant des ajustements appropriés aux autres parties du système. Par conséquent, la dispensabilité exige qu’une entité soit éliminable sans sacrifier l’attrait de la théorie. L'attrait de la théorie peut être évalué en termes de vertus théoriques telles que le pouvoir explicatif, l'adéquation empirique et la simplicité. De plus, si une entité est dispensable à une théorie, une théorie équivalente peut être formulée sans elle. C'est le cas, par exemple, si chaque phrase d'une théorie est une paraphrase d'une phrase d'une autre ou si les deux théories prédisent les mêmes observations empiriques.
Selon l'Encyclopédie de philosophie de Stanford, l'un des arguments les plus influents contre l'argument du caractère indispensable vient de Hartry Field. Il rejette l'affirmation selon laquelle les objets mathématiques sont indispensables à la science,, ; Field soutient cet argument en reformulant ou en « nominalisant » les théories scientifiques afin qu'elles ne fassent pas référence à des objets mathématiques. Dans le cadre de ce projet, Field propose une reformulation de la physique newtonienne en termes de relations entre les points spatio-temporels. Au lieu de faire référence à des distances numériques, la reformulation de Field utilise des relations telles que « entre » et « congruent » pour retrouver la théorie sans impliquer l'existence de nombres. John Burgess et Mark Balaguer prennent des mesures pour étendre ce projet de nominalisation aux domaines de la physique moderne, dont la mécanique quantique. Des philosophes tels que David Malament et Otávio Bueno se demandent si de telles reformulations sont réussies ou même possibles, en particulier dans le cas de la mécanique quantique,.
L'alternative de Field au platonisme est le fictionnalisme mathématique, selon lequel les théories mathématiques sont fausses parce qu'elles font des affirmations sur des objets mathématiques abstraits même si les objets abstraits n'existent pas. Dans le cadre de son argument contre l’argument du caractère indispensable, Field tente d’expliquer comment il est possible que de fausses déclarations mathématiques soient utilisées par la science sans que les prédictions scientifiques soient fausses,,. Son argument repose sur l'idée que les mathématiques sont conservatrices. Une théorie mathématique est conservatrice si, lorsqu’elle est combinée avec une théorie scientifique, elle n’implique rien sur le monde physique que la théorie scientifique seule n’impliquerait pas déjà,. Cela explique comment il est possible que les mathématiques soient utilisées par les théories scientifiques sans fausser les prédictions de la science. De plus, Field tente de préciser dans quelle mesure les mathématiques sont utiles dans leur  application. Field pense que les mathématiques sont utiles pour la science parce que le langage mathématique fournit un raccourci utile pour parler de systèmes physiques complexes.
Une autre approche pour nier que les entités mathématiques sont indispensables à la science consiste à reformuler les théories mathématiques elles-mêmes afin qu’elles n’impliquent pas l’existence d’objets mathématiques. Charles Chihara, Geoffrey Hellman et Putnam proposent des reformulations modales des mathématiques qui remplacent toutes les références aux objets mathématiques par des affirmations sur les possibilités.

### Naturalisme
Le naturalisme qui sous-tend l'argument du caractère indispensable est une forme de naturalisme méthodologique, par opposition au naturalisme métaphysique, qui affirme la primauté de la méthode scientifique pour déterminer la vérité. En d’autres termes, selon le naturalisme de Quine, nos meilleures théories scientifiques sont le meilleur guide de ce qui existe. Cette forme de naturalisme rejette l'idée selon laquelle la philosophie précède et justifie finalement la croyance en la science, soutenant plutôt que la science et la philosophie sont continues l'une avec l'autre dans le cadre d'une enquête unique et unifiée sur le monde. En tant que telle, cette forme de naturalisme exclut l’idée d’une philosophie préalable susceptible de renverser les engagements ontologiques de la science. Ceci contraste avec les formes alternatives de naturalisme, comme une forme soutenue par David Armstrong qui soutient un principe appelé principe éléatique. Selon ce principe, il n’existe que des entités causales et aucune entité non causale. Le naturalisme de Quine affirme qu'un tel principe ne peut pas être utilisé pour renverser l'engagement ontologique de nos meilleures théories scientifiques envers les entités mathématiques parce que les principes philosophiques ne peuvent pas l'emporter sur la science,.
Quine considère son naturalisme comme une hypothèse fondamentale, mais des philosophes ultérieurs fournissent des arguments pour le soutenir. Les arguments les plus courants en faveur du naturalisme quinéen sont des arguments historiques. Ce sont des arguments qui font appel au succès de la science par rapport à la philosophie et à d’autres  disciplines. David Lewis avance un tel argument dans un passage de son livre de 1991 Parts of Classes, ridiculisant le bilan de la philosophie par rapport aux mathématiques et arguant que l'idée selon laquelle la philosophie l'emporte sur la science est absurde,. Les critiques de l'argument des antécédents font valoir qu'il va trop loin, discréditant entièrement les arguments et les méthodes philosophiques, et contestent l'idée selon laquelle la philosophie peut être uniformément jugée comme ayant eu de mauvais antécédents.
Le naturalisme de Quine est également critiqué par Penelope Maddy pour contredire la pratique mathématique. Selon l’argument du caractère indispensable, les mathématiques sont subordonnées aux sciences naturelles dans le sens où leur légitimité en dépend,. Mais Maddy soutient que les mathématiciens ne semblent pas croire que leur pratique est limitée de quelque manière que ce soit par l'activité des sciences naturelles. Par exemple, les arguments des mathématiciens  sur les axiomes de la théorie des ensembles de Zermelo-Fraenkel ne font pas appel à leurs applications aux sciences naturelles. De la même manière, Charles Parsons soutient que les vérités mathématiques semblent immédiatement évidentes, ce qui suggère qu’elles ne dépendent pas des résultats de nos meilleures théories,,.

### Holisme de confirmation
Le holisme confirmationnel est l'opinion selon laquelle les théories et hypothèses scientifiques ne peuvent pas être confirmées isolément et doivent être confirmées ensemble dans le cadre d'un ensemble plus large de théories,. Un exemple de cette idée fournie par Michael Resnik est l'hypothèse selon laquelle un observateur verra le pétrole et l'eau se séparer s'ils sont ajoutés parce qu'ils ne se mélangent pas. Cette hypothèse ne peut pas être confirmée isolément car elle repose sur des hypothèses telles que l'absence de tout produit chimique susceptible d'interférer avec leur séparation et que les yeux de l'observateur fonctionnent suffisamment bien pour observer  la séparation. Parce que les théories mathématiques sont également assumées par les théories scientifiques, le holisme confirmationnel implique que les confirmations empiriques des théories scientifiques soutiennent également ces théories mathématiques.
Selon un contre-argument de Maddy, les thèses du naturalisme et du holisme confirmationnel qui constituent la première prémisse de l’argument du caractère indispensable sont en tension les unes avec les autres. Maddy déclare que le naturalisme nous dit que nous devons respecter les méthodes utilisées par les scientifiques comme étant la meilleure méthode pour découvrir la vérité, mais les scientifiques ne semblent pas agir comme si nous devions croire en toutes les entités indispensables à la science,. Pour illustrer ce point, Maddy utilise l'exemple de la théorie atomique ; elle déclare que bien que l'atome soit indispensable aux meilleures théories des scientifiques dès 1860, leur réalité n'est universellement acceptée qu'en 1913, lorsqu'elles sont soumises à un test expérimental direct,. Maddy fait également appel au fait que les scientifiques utilisent des idéalisations mathématiques, comme supposer que les plans d'eau sont infiniment profonds sans se soucier de la véracité de telles applications des mathématiques. Selon Maddy, cela indique que les scientifiques ne considèrent pas l’utilisation indispensable des mathématiques pour la science comme une justification de la croyance aux mathématiques ou aux entités mathématiques. Dans l’ensemble, Maddy déclare que nous devrions nous ranger du côté du naturalisme et rejeter le holisme confirmationnel, ce qui signifie que nous n’avons pas besoin de croire en toutes les entités indispensables à la science.
Un autre contre-argument dû à Elliott Sober affirme que les théories mathématiques ne sont pas testées de la même manière que les théories scientifiques. Alors que les théories scientifiques rivalisent avec des alternatives pour trouver quelle théorie a le soutien empirique le plus important, il n’existe aucune alternative avec laquelle la théorie mathématique puisse rivaliser, car toutes les théories scientifiques partagent le même noyau mathématique. En conséquence, selon Sober, les théories mathématiques ne partagent pas le soutien empirique de nos meilleures théories scientifiques et nous devrions donc rejeter le holisme confirmationnel,,.
Depuis que ces contre-arguments sont soulevés, un certain nombre de philosophes, dont Resnik, Alan Baker, Patrick Dieveney, David Liggins, Jacob Busch et Andrea Sereni, soutiennent que le holisme confirmationnel peut être éliminé de l'argument. Par exemple, Resnik propose un argument pragmatique du caractère indispensable qui « prétend que la justification de faire de la science... justifie également notre acceptation comme vraies des mathématiques telles que celles utilisées par la science ».

### Engagement ontologique
Un autre élément clé de l'argumentation est le concept d'engagement ontologique. Dire que nous devrions avoir un engagement ontologique envers une entité signifie que nous devrions croire que cette entité existe. Quine croit que nous devrions avoir un engagement ontologique envers toutes les entités envers lesquelles nos meilleures théories scientifiques sont elles-mêmes engagées. Selon le « critère d'engagement ontologique » de Quine, les engagements d'une théorie peuvent être trouvés en traduisant (en) ou en « enrégimentant » la théorie du langage ordinaire vers la logique du premier ordre. Ce critère dit que les engagements ontologiques de la théorie sont l'ensemble des objets sur lesquels la théorie enrégimentée quantifie ; le quantificateur existentiel de Quine est l'équivalent naturel du terme du langage ordinaire « il y a », qui, selon lui, comporte évidemment un engagement ontologique,. Quine pense qu'il est important de traduire nos meilleures théories scientifiques en logique du premier ordre parce que le langage ordinaire est ambigu, alors que la logique peut rendre plus précis les engagements d'une théorie. Traduire les théories en logique du premier ordre présente également des avantages par rapport à leur traduction en logique d'ordre supérieur telle que la logique du second ordre. Bien que la logique du second ordre ait le même pouvoir expressif que la logique du premier ordre, il lui manque certains des atouts techniques de la logique du premier ordre, tels que la complétude et la compacité. La logique du second ordre permet également de quantifier des propriétés telles que la « rougeur », mais la question de savoir si nous avons un engagement ontologique envers les propriétés est controversée. Selon Quine, une telle quantification est tout simplement agrammaticale.
Jody Azzouni s'oppose au critère d'engagement ontologique de Quine, affirmant que le quantificateur existentiel dans la logique du premier ordre ne doit pas nécessairement être interprété comme portant toujours un engagement ontologique,. Selon Azzouni, l'équivalent linguistique ordinaire de la quantification existentielle « il y a » est souvent utilisé dans les phrases sans impliquer un engagement ontologique. En particulier, Azzouni souligne l'utilisation de « il y a » pour faire référence à des objets fictifs dans des phrases telles que « il y a des détectives fictifs qui sont admirés par de vrais  détectives ». Selon Azzouni, pour que nous ayons un engagement ontologique envers une entité, nous devons y avoir le bon niveau d’accès épistémique. Cela signifie, par exemple, qu’il faut surmonter certains fardeaux épistémiques pour que nous puissions le postuler. Mais selon Azzouni, les entités mathématiques sont de « simples postulats » qui peuvent être postulés par n'importe qui à tout moment en « écrivant simplement un ensemble d'axiomes », nous n'avons donc pas besoin de les traiter comme réelles,,.
Des présentations plus modernes de l'argument n'acceptent pas nécessairement le critère d'engagement ontologique de Quine et peuvent permettre de déterminer directement les engagements ontologiques à partir du langage ordinaire,.

### Explication mathématique
Dans son contre-argument, Joseph Melia soutient que le rôle des mathématiques dans la science n'est pas véritablement explicatif et est uniquement utilisé pour « rendre plus de choses dicibles sur des objets concrets »,,. Il fait appel à une pratique qu'il appelle ruser (weaseling), qui se produit lorsqu'une personne fait une déclaration puis retire plus tard quelque chose que cette déclaration implique. Un exemple de ruse est la déclaration : « Tous ceux qui sont venus au séminaire recevaient un document. Mais la personne qui est arrivée en retard n’en a pas reçu ». Bien que cette déclaration puisse être interprétée comme étant contradictoire, il est plus charitable de l’interpréter comme affirmant de manière cohérente : « Sauf pour la personne qui est arrivée en retard. tard, tous ceux qui sont venus au séminaire ont reçu un document »,. Melia déclare qu'une situation similaire se produit dans l'utilisation par les scientifiques d'énoncés qui impliquent l'existence d'objets mathématiques. Selon Melia, même si les scientifiques utilisent dans leurs théories des affirmations qui impliquent l'existence des mathématiques, « presque tous les scientifiques... nient qu'il existe des choses comme les objets mathématiques ». Comme dans l'exemple du séminaire, Melia déclare qu'il est très charitable d'interpréter les scientifiques non pas comme se contredisant eux-mêmes, mais plutôt comme affaiblissant leur engagement envers les objets mathématiques. Selon Melia, parce que cette ruse n’est pas une utilisation véritablement explicative du langage mathématique, il est acceptable de ne pas croire aux objets mathématiques que les scientifiques détournent,,.
Inspirés par les arguments de Maddy et Sober contre le holisme confirmationnel , ainsi que par l'argument de Melia selon lequel nous pouvons suspendre la croyance aux mathématiques si elles ne jouent pas un véritable rôle explicatif en science,, Colyvan et Baker défendent une version explicative du argument,. Cette version de l'argument tente de supprimer le recours au holisme de confirmation en le remplaçant par une inférence vers la meilleure explication. Il affirme que nous sommes fondés à croire aux objets mathématiques parce qu’ils apparaissent dans nos meilleures explications scientifiques, et non parce qu’ils héritent du soutien empirique de nos meilleures théories,,. Il est présenté dans l'Internet Encyclopedia of Philosophy sous la forme suivante :
- il existe de véritables explications mathématiques des phénomènes empiriques ;
- nous devons nous en tenir aux postulats théoriques de telles explications ;
- par conséquent, nous devons nous engager envers les entités postulées par les mathématiques en question.

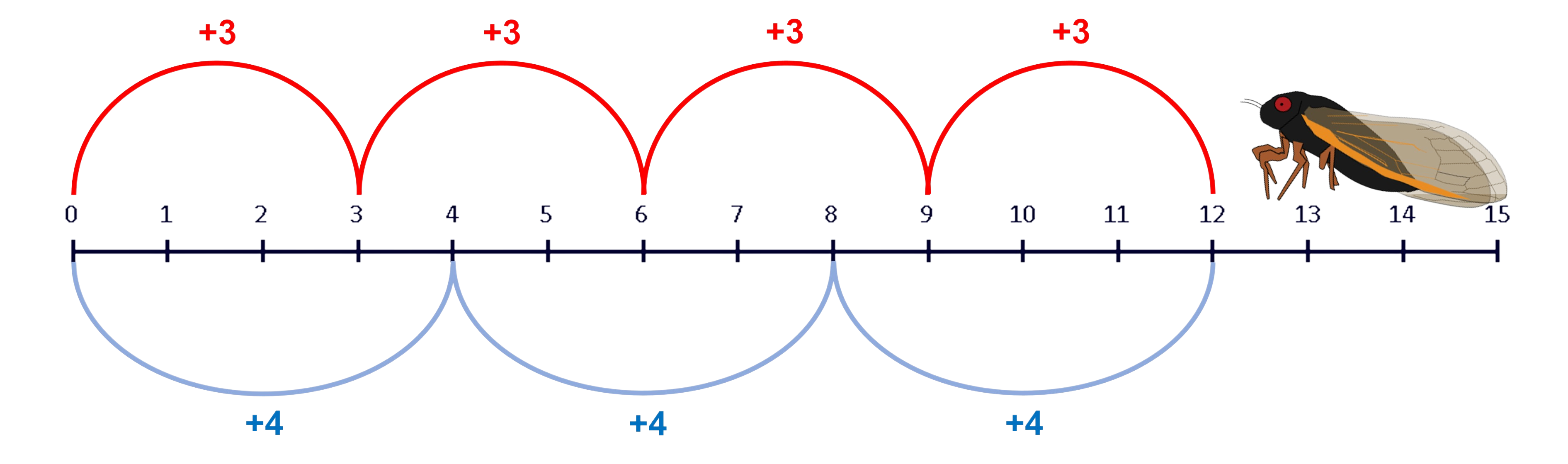
Ligne numérique visualisant pourquoi les cycles de vie avec des nombres premiers sont avantageux par rapport aux cycles de vie non premiers. Si les prédateurs ont des cycles de vie de 3 ou 4 ans, ils se synchronisent rapidement avec un cycle de vie non principal tel qu'un cycle de vie de 12 ans. Mais ils ne se synchroniseront pas avec le cycle de vie d'une cigale périodique de 13 ans avant que 39 et 52 ans ne se soient écoulés respectivement.

Un exemple du caractère indispensable des explications mathématiques présenté par Baker est la cigale périodique, un type d'insecte dont le cycle de vie est de 13 ou 17 ans. On suppose qu'il s'agit d'un avantage évolutif car 13 et 17 sont des nombres premiers. Étant donné que les nombres premiers n'ont pas de facteurs non triviaux, cela signifie qu'il est moins probable que les prédateurs puissent se synchroniser avec les cycles de vie des cigales. Baker déclare qu'il s'agit d'une explication dans laquelle les mathématiques, en particulier la théorie des nombres, jouent un rôle clé dans l'explication d'un phénomène empirique,. D'autres exemples importants sont les explications de la structure hexagonale des nids d'abeilles, l'existence d'antipodes à la surface de la Terre qui ont une température et une pression identiques, le lien entre l'espace de Minkowski et la contraction de Lorentz et l'impossibilité de traverser les sept ponts de Königsberg en une seule fois lors d'une promenade à travers la ville,,. La principale réponse à cette forme d'argumentation, adoptée par des philosophes tels que Melia, Chris Daly, Simon Langford et Juha Saatsi, est de nier l'existence d'explications véritablement mathématiques des phénomènes empiriques, encadrant plutôt le rôle des mathématiques comme un rôle représentationnel ou indexical.

## Développement historique

### Précurseurs et influences sur Quine

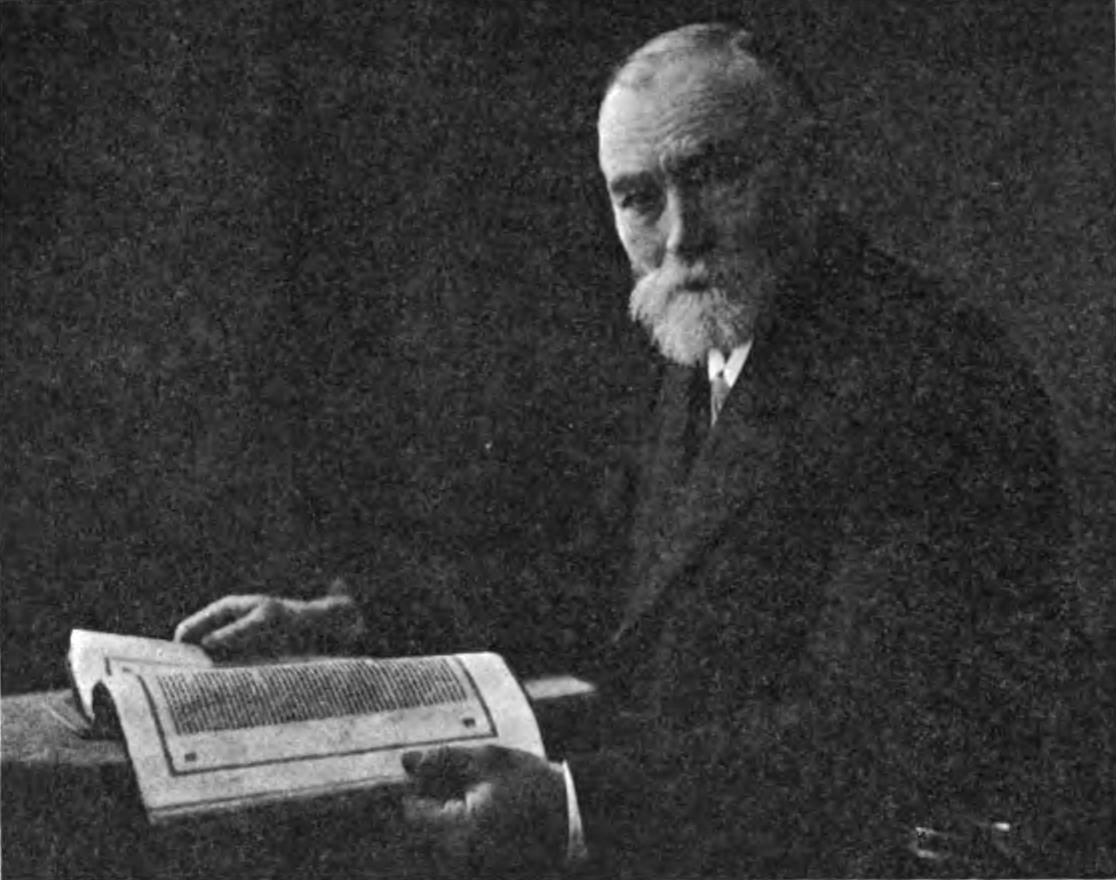
Certains aspects de l’argument du caractère indispensable remontent à Gottlob Frege.

L'argument est historiquement associé à Willard Quine et Hilary Putnam, mais il peut être attribué à des penseurs antérieurs tels que Gottlob Frege et Kurt Gödel. Dans ses arguments contre le formalisme mathématique – un point de vue selon lequel les mathématiques s’apparentent à un jeu comme les échecs avec des règles sur la façon dont les symboles mathématiques tels que le « 2 » peuvent être manipulés – Frege déclare en 1903 que « c’est l’applicabilité seule qui élève l’arithmétique d’un jeu au rang d'une science". Gödel, préoccupé par les axiomes de la théorie des ensembles, déclare dans un article de 1947 que si un nouvel axiome devait avoir suffisamment de conséquences vérifiables, il « devrait être accepté au moins dans le même sens que n'importe quelle théorie physique bien établie ». Les arguments de Frege et de Gödel diffèrent de l'argument quinéen ultérieur du caractère indispensable parce qu'ils manquent de caractéristiques telles que le naturalisme et la subordination de la pratique, ce qui conduit certains philosophes, dont Pieranna Garavaso, à dire qu'ils ne sont pas de véritables exemples de l'argument du caractère indispensable,.
Tout en développant sa vision philosophique du holisme confirmationnel, Quine est influencé par Pierre Duhem. Au début du XXe siècle, Duhem défend la loi de l'inertie contre les critiques qui disaient qu'elle était dépourvue de contenu empirique et infalsifiable. Ces critiques fondent cette affirmation sur le fait que la loi ne fait aucune prédiction observable sans poser un certain cadre de référence d'observation et que la falsification des instances peut toujours être évitée en modifiant le choix du cadre de référence. Duhem répond en disant que la loi produit des prédictions lorsqu'elle est associée à des hypothèses auxiliaires fixant le cadre de référence et n'est donc pas différente de toute autre théorie physique. Duhem déclare que même si les hypothèses individuelles ne peuvent pas faire à elles seules des prédictions observables, elles peuvent être confirmées en tant que parties de systèmes d'hypothèses. Quine a étendu cette idée aux hypothèses mathématiques, affirmant que même si les hypothèses mathématiques n'ont aucun contenu empirique en elles-mêmes, elles peuvent partager les confirmations empiriques des systèmes d'hypothèses dans lesquels elles sont contenues. Cette thèse est devenue plus tard connue sous le nom de thèse Duhem-Quine.
Quine décrit son naturalisme comme « l’abandon du but d’une première philosophie. Elle considère les sciences naturelles comme une enquête sur la réalité, faillible et corrigible, mais qui ne répond à aucun tribunal supra-scientifique et n'a besoin d'aucune justification au-delà de l'observation et de la méthode hypothético-déductive »,. Le terme « philosophie première » est utilisé en référence aux Méditations sur la première philosophie de René Descartes, dans lesquelles Descartes utilise sa méthode du doute pour tenter de sécuriser les fondements de la science. Quine déclare que les tentatives de Descartes visant à jeter les bases de la science ont échoué et que le projet de trouver une justification fondamentale à la science doit être rejeté parce qu'il pense que la philosophie ne pourra jamais fournir une méthode de justification plus convaincante que la méthode scientifique. Quine est également influencé par les positivistes logiques, comme son professeur Rudolf Carnap ; son naturalisme est formulé en réponse à nombre de leurs idées,. Pour les positivistes logiques, toutes les croyances justifiées sont réductibles à des données sensorielles, y compris notre connaissance des objets ordinaires tels que les arbres. Quine critique les données sensorielles comme étant autodestructrices, affirmant que nous devons croire aux objets ordinaires pour organiser nos expériences du monde. Il déclare également que la science étant notre meilleure théorie sur la manière dont l’expérience sensorielle nous donne des croyances sur les objets ordinaires, nous devrions également y croire,. Alors que les positivistes logiques disent que les affirmations individuelles doivent être étayées par des données sensorielles, le holisme de confirmation de Quine signifie que la théorie scientifique est intrinsèquement liée à la théorie mathématique et que les preuves des théories scientifiques peuvent justifier la croyance dans des objets mathématiques même si ceux-ci ne sont pas directement perçus.

### Quine et Putnam
Bien qu'il soit finalement devenu platonicien en raison de sa formulation de l'argument du caractère indispensable,, Quine est favorable au nominalisme dès les premiers stades de sa carrière,. Dans une conférence de 1946, il déclare : « Je vais maintenant mettre cartes sur table et avouer mes préjugés : j'aimerais pouvoir accepter le nominalisme ». En 1947, il publie un article avec Nelson Goodman intitulé « Étapes vers un nominalisme constructif » dans le cadre d'un projet commun visant à « mettre en place un langage nominaliste dans lequel toutes les sciences naturelles peuvent être exprimées »,,. Dans une lettre à Joseph Henry Woodger l'année suivante, Quine dit qu'il est de plus en plus convaincu que « l'hypothèse d'entités abstraites et les hypothèses du monde extérieur sont des hypothèses du même genre ». Il publie ensuite l'article de 1948 « On What There Is », dans lequel il déclare que « [l]'analogie entre le mythe des mathématiques et le mythe de la physique est... étonnamment proche », marquant un changement vers l'acceptation éventuelle d'un « platonisme réticent »,.
Tout au long des années 1950, Quine mentionne régulièrement le platonisme, le nominalisme et le constructivisme comme points de vue plausibles, et il n’est pas encore parvenu à une conclusion définitive quant à savoir lequel est correct. On ne sait pas exactement quand Quine accepte le platonisme ; en 1953, il se distancie des affirmations du nominalisme dans son article de 1947 avec Goodman, mais en 1956, Goodman décrit encore la « défection » de Quine du nominalisme comme « encore quelque peu provisoire ». Selon Lieven Decock, Quine a accepté la nécessité d'entités mathématiques abstraites par la publication de son livre de 1960 Word and Object, dans lequel il écrit « une doctrine nominaliste approfondie est trop difficile à respecter ». Cependant, bien qu'il émette des suggestions sur l'argument du caractère indispensable dans un certain nombre d'articles, il n'en donne jamais une formulation détaillée,.
Putnam donne à cet argument sa première présentation explicite dans son livre de 1971, Philosophy of Logic, dans lequel il l'attribue à Quine,,. Il déclare l'argument comme suit : 
« la quantification des entités mathématiques est indispensable à la science, à la fois formelle et physique ; nous devrions donc accepter une telle quantification ; mais cela nous engage à accepter l'existence des entités mathématiques en question »,,. 
Il écrit également que Quine a « souligné pendant des années à la fois le caractère indispensable de la quantification sur les entités mathématiques et la malhonnêteté intellectuelle de nier l'existence de ce que l'on présuppose quotidiennement ». L'approbation par Putnam de la version de Quine de l'argument est contestée. L'Internet Encyclopedia of Philosophy déclare : « Dans ses premiers travaux, Hilary Putnam accepte la version de Quine de l'argument du caractère indispensable ». Liggins déclare également que l'argument est attribué à Putnam par de nombreux philosophes des mathématiques. Liggins et Bueno, cependant, déclarent que Putnam n'a jamais approuvé cet argument et l'a seulement présenté comme un argument de Quine,. Putnam déclare qu'il diffère de Quine dans son attitude à l'égard de l'argument depuis au moins 1975. Les caractéristiques de l'argument avec lesquelles Putnam en est venu à être en désaccord incluent son recours à une meilleure théorie unique et réglementée.
En 1975, Putnam formule son propre argument du caractère indispensable, basé sur l'argument de l'absence de miracles en philosophie des sciences, selon lequel le succès de la science ne peut être expliqué que par le réalisme scientifique sans être rendu miraculeux. Il écrit cette année-là : « Je crois que l’argument positif en faveur du réalisme [en science] a un analogue dans le cas du réalisme mathématique. Ici aussi, je crois, le réalisme est la seule philosophie qui ne fait pas du succès de la science un miracle. L'Internet Encyclopedia of Philosophy décrit cette version de l'« argument du succès de Putnam » et la présente sous la forme suivante  :
- les mathématiques réussissent en tant que langage de la science ;
- il doit y avoir une raison au succès des mathématiques en tant que langage de la science ;
- aucune position autre que le réalisme en mathématiques ne fournit de raison ;
- par conséquent, le réalisme en mathématiques doit être correct. [note 6]

Selon l'Internet Encyclopedia of Philosophy, les première et deuxième prémisses de l'argument sont considérées comme non controversées, de sorte que la discussion de cet argument se concentre sur la troisième prémisse. D'autres positions qui tentent de fournir une raison au succès des mathématiques incluent les reformulations de la science par Field, qui expliquent l'utilité des mathématiques en tant que raccourci conservateur. Putnam critique les reformulations de Field pour s'appliquer uniquement à la physique classique et pour être peu susceptibles de pouvoir être étendues à la future physique fondamentale.

### Poursuite du développement de l’argumentation
Chihara, dans son livre nominaliste de 1973, Ontology and the Vicious Circle Principle, est l'un des premiers philosophes à tenter de reformuler les mathématiques en réponse aux arguments de Quine. Le Science Without Numbers de Field suit en 1980 et domine les discussions sur l'argument du caractère indispensable tout au long des années 1980 et 1990. Avec l'introduction d'arguments contre la première prémisse de l'argument, initialement par Maddy dans les années 1990 et poursuivis par Melia et d'autres dans les années 2000, l'approche de Field est connue sous le nom de « nominalisme de la route dure » en raison de la difficulté de créer les reconstructions techniques de la science dont elle a besoin. En revanche, les approches s'attaquant au premier principe sont désormais connues sous le nom de « nominalisme de la route  facile ». 
La formulation de Colyvan dans son article de 1998 « In Defence of Indispensability » et son livre de 2001 The Indispensability of Mathematics est souvent considérée comme la formulation standard ou « canonique » de l'argument dans les travaux philosophiques plus récents,. La version de Colyvan de l'argument est influente dans les débats de la philosophie contemporaine des mathématiques,. Il diffère sur des points essentiels des arguments présentés par Quine et Putnam. La version de Quine de l'argument repose sur la traduction des théories scientifiques du langage ordinaire en logique du premier ordre pour déterminer ses engagements ontologiques, tandis que la version moderne permet de déterminer directement les engagements ontologiques à partir du langage ordinaire. Les arguments de Putnam sont en faveur de l'objectivité des mathématiques mais pas nécessairement en faveur des objets mathématiques,. Putnam se distancie explicitement de cette version de l'argument, en disant : « de mon point de vue, la description que Colyvan de mon (mes) argument (s) est loin d'être juste » et compare son argument du caractère indispensable avec « le fictif "Argument du caractère indispensable de  'Quine –Putnam'" . Colyvan déclare que « l'attribution à Quine et Putnam [est] une reconnaissance de dettes intellectuelles plutôt qu'une indication que l'argument, tel que présenté, serait approuvé dans les moindres détails par Quine ou Putnam ».

## Influence
Selon James Franklin, l'argument du caractère indispensable est largement considéré comme le meilleur argument en faveur du platonisme en philosophie des mathématiques. La Stanford Encyclopedia of Philosophy l'identifie comme l'un des arguments majeurs dans le débat entre le réalisme mathématique et l'anti-réalisme mathématique ; selon la Stanford Encyclopedia of Philosophy, certains acteurs du domaine y voient le seul bon argument en faveur du platonisme.
Les arguments de Quine et Putnam ont également une influence en dehors de la philosophie des mathématiques, inspirant des arguments sur le caractère indispensable dans d'autres domaines de la philosophie. Par exemple, David Lewis, qui est un étudiant de Quine, utilise un argument du caractère indispensable pour plaider en faveur du réalisme modal dans son livre de 1986 On the Plurality of Worlds (en). Selon son argument, la quantification des mondes possibles est indispensable à nos meilleures théories philosophiques, nous devrions donc croire en leur existence concrète,. D'autres arguments sur le caractère indispensable en métaphysique sont défendus par des philosophes tels que David Armstrong, Graeme Forbes et Alvin Plantinga, qui soutiennent l'existence d'états de choses en raison du rôle théorique indispensable qu'ils jouent dans nos meilleures théories philosophiques des faiseurs de vérité, de modalité et mondes possibles. Dans le domaine de l'éthique, David Enoch élargit le critère d'engagement ontologique utilisé dans l'argument du caractère indispensable de Quine-Putnam pour plaider en faveur du réalisme moral. Selon « l'argument du caractère indispensable délibératif » d'Enoch, le caractère indispensable à la délibération est tout aussi engageant ontologiquement que le caractère indispensable à la science, et les faits moraux sont indispensables à la délibération. Par conséquent, selon Enoch, nous devrions croire aux faits moraux,.